# Rhynchopus catinatus
Rhynchopus catinatus is een eenoogkreeftjessoort uit de familie van de Serpulidicolidae. De wetenschappelijke naam van de soort is voor het eerst geldig gepubliceerd in 1979 door Stock.